# Gran Bretagna ai XXIII Giochi olimpici invernali
La Gran Bretagna ha partecipato ai XXIII Giochi olimpici invernali, che si sono svolti dal 9 al 28 febbraio 2018 a Pyeongchang in Corea del Sud, con una delegazione composta da 58 atleti. Portabandiera della squadra nel corso della cerimonia di apertura è stata la skeletonista Lizzy Yarnold, campionessa olimpica a Soči 2014.

## Medaglie
| Riepilogo quotidiano | Riepilogo quotidiano | Riepilogo quotidiano | Riepilogo quotidiano | Riepilogo quotidiano | Riepilogo quotidiano |
| -------------------- | -------------------- | -------------------- | -------------------- | -------------------- | -------------------- |
| Giorno               | Data                 |                      |                      |                      | Totale               |
| 1º                   | 10                   | 0                    | 0                    | 0                    | 0                    |
| 2º                   | 11                   | 0                    | 0                    | 0                    | 0                    |
| 3º                   | 12                   | 0                    | 0                    | 0                    | 0                    |
| 4º                   | 13                   | 0                    | 0                    | 0                    | 0                    |
| 5º                   | 14                   | 0                    | 0                    | 0                    | 0                    |
| 6º                   | 15                   | 0                    | 0                    | 0                    | 0                    |
| 7º                   | 16                   | 0                    | 0                    | 1                    | 1                    |
| 8º                   | 17                   | 1                    | 0                    | 2                    | 3                    |
| 9º                   | 18                   | 0                    | 0                    | 0                    | 0                    |
| 10º                  | 19                   | 0                    | 0                    | 0                    | 0                    |
| 11º                  | 20                   | 0                    | 0                    | 0                    | 0                    |
| 12º                  | 21                   | 0                    | 0                    | 0                    | 0                    |
| 13º                  | 22                   | 0                    | 0                    | 0                    | 0                    |
| 14º                  | 23                   | 0                    | 0                    | 0                    | 0                    |
| 15º                  | 24                   | 0                    | 0                    | 1                    | 1                    |
| 16º                  | 25                   | 0                    | 0                    | 0                    | 0                    |
| Totale               | Totale               | 1                    | 0                    | 4                    | 5                    |

### Medagliere per discipline
| Sport     | Oro | Argento | Bronzo | Totale |
| --------- | --- | ------- | ------ | ------ |
| Skeleton  | 1   | 0       | 2      | 3      |
| Freestyle | 0   | 0       | 1      | 1      |
| Snowboard | 0   | 0       | 1      | 1      |
| Totale    | 1   | 0       | 4      | 5      |

### Medaglie d'oro
| Medaglia | Nome          | Sport    | Evento            |
| -------- | ------------- | -------- | ----------------- |
| Oro      | Lizzy Yarnold | Skeleton | Singolo femminile |

### Medaglie di bronzo
| Medaglia | Nome         | Sport     | Evento               |
| -------- | ------------ | --------- | -------------------- |
| Bronzo   | Isabel Atkin | Freestyle | Slopestyle femminile |
| Bronzo   | Laura Deas   | Skeleton  | Singolo femminile    |
| Bronzo   | Dom Parsons  | Skeleton  | Singolo maschile     |
| Bronzo   | Billy Morgan | Snowboard | Big air maschile     |

## Biathlon
| Gara                        | Atleta           | Penalità    | Tempo d'arrivo | Posizione |
| --------------------------- | ---------------- | ----------- | -------------- | --------- |
| 7,5 km sprint femminile     | Amanda Lightfoot | 3 (2+1)     | 24'15"3        | 67ª       |
| 15 km individuale femminile | Amanda Lightfoot | 6 (2+1+0+3) | 49'14"7        | 73ª       |

## Bob
La Gran Bretagna ha qualificato nel bob quattro equipaggi: uno nel bob a due maschile, due nel bob a quattro maschile e uno nel bob a due femminile, per un totale di dieci atleti, di cui otto uomini e due donne.
| Gara                   | Equipaggio                                         | 1ª manche | 2ª manche | 3ª manche | 4ª manche | Totale  | Posizione |
| ---------------------- | -------------------------------------------------- | --------- | --------- | --------- | --------- | ------- | --------- |
| Bob a due femminile    | Mica McNeill Mica Moore                            | 50"77     | 50"95     | 51"16     | 51"19     | 3'24"07 | 8ª        |
| Bob a due maschile     | Brad Hall Joel Fearon                              | 49"37     | 49"50     | 49"67     | 49"80     | 3'18"34 | 12ª       |
| Bob a quattro maschile | Lamin Deen Ben Simons Toby Olubi Andrew Matthews   | 49"44     | 49"45     | 49"66     | 49"74     | 3'18"29 | 18ª       |
| Bob a quattro maschile | Brad Hall Nick Gleeson Joel Fearon Gregory Cackett | 49"25     | 49"68     | 49"64     | 49"69     | 3'18"26 | 17ª       |

## Curling

### Torneo maschile
La Gran Bretagna ha diritto a partecipare al torneo maschile di curling in seguito aver concluso tra le prime sette posizioni nel ranking per la qualificazione alle Olimpiadi..
| Gran Bretagna Skip: Kyle Smith Third: Thomas Muirhead Second: Kyle Waddell Lead: Cameron Smith Alternate: Glen Muirhead |
| --- |

#### Robin round
Risultati
| Sessione | Squadre       | Finale | 1 | 2 | 3 | 4 | 5 | 6 | 7 | 8 | 9 | 10 | 11   |
| -------- | ------------- | ------ | - | - | - | - | - | - | - | - | - | -- | ---- |
| 1        | Svizzera      | 5      | 0 | 0 | 0 | 1 | 0 | 2 | 0 | 1 | 0 | 1  | 0    |
| 1        | Gran Bretagna | 6      | 0 | 0 | 1 | 0 | 1 | 0 | 1 | 0 | 2 | 0  | 1    |
| 2        | Canada        | 6      | 2 | 0 | 2 | 0 | 0 | 0 | 1 | 0 | 0 | 1  | N.D. |
| 2        | Gran Bretagna | 4      | 0 | 1 | 0 | 1 | 0 | 1 | 0 | 0 | 1 | 0  | N.D. |
| 3        | Gran Bretagna | 6      | 1 | 0 | 2 | 0 | 0 | 1 | 0 | 1 | 0 | 1  | N.D. |
| 3        | Giappone      | 5      | 0 | 1 | 0 | 0 | 1 | 0 | 2 | 0 | 1 | 0  | N.D. |
| 4        | Svezia        | 8      | 1 | 0 | 0 | 2 | 0 | 3 | 0 | 0 | 2 | X  | N.D. |
| 4        | Gran Bretagna | 6      | 0 | 2 | 1 | 0 | 2 | 0 | 0 | 1 | 0 | X  | N.D. |
| 5        | Corea del Sud | 11     | 0 | 2 | 1 | 0 | 2 | 2 | 0 | 3 | 1 | X  | N.D. |
| 5        | Gran Bretagna | 5      | 2 | 0 | 0 | 1 | 0 | 0 | 2 | 0 | 0 | X  | N.D. |
| 6        | Italia        | 6      | 0 | 1 | 0 | 0 | 2 | 2 | 0 | 2 | 0 | 1  | 0    |
| 6        | Gran Bretagna | 7      | 2 | 0 | 0 | 1 | 0 | 0 | 2 | 0 | 1 | 0  | 1    |
| 7        | Gran Bretagna | 7      | 0 | 1 | 0 | 1 | 0 | 2 | 0 | 1 | 0 | 2  | N.D. |
| 7        | Danimarca     | 6      | 1 | 0 | 1 | 0 | 2 | 0 | 1 | 0 | 1 | 0  | N.D. |
| 8        | Gran Bretagna | 10     | 3 | 1 | 0 | 2 | 0 | 3 | 1 | X | X | X  | N.D. |
| 8        | Norvegia      | 3      | 0 | 0 | 2 | 0 | 1 | 0 | 0 | X | X | X  | N.D. |
| 9        | Gran Bretagna | 4      | 0 | 1 | 1 | 1 | 0 | 1 | 0 | 0 | X | X  | N.D. |
| 9        | Stati Uniti   | 10     | 2 | 0 | 0 | 0 | 3 | 0 | 1 | 4 | X | X  | N.D. |

Classifica
| Squadre       | G | V | P | PF | PS |
| ------------- | - | - | - | -- | -- |
| Svezia        | 9 | 7 | 2 | 62 | 43 |
| Canada        | 9 | 6 | 3 | 56 | 46 |
| Stati Uniti   | 9 | 5 | 4 | 67 | 63 |
| Gran Bretagna | 9 | 5 | 4 | 55 | 60 |
| Svizzera      | 9 | 5 | 4 | 60 | 55 |
| Norvegia      | 9 | 4 | 5 | 45 | 54 |
| Corea del Sud | 9 | 4 | 5 | 54 | 59 |
| Giappone      | 9 | 4 | 5 | 48 | 56 |
| Italia        | 9 | 3 | 6 | 50 | 56 |
| Danimarca     | 9 | 2 | 7 | 53 | 70 |

#### Spareggio
| Squadre       | Finale | 1 | 2 | 3 | 4 | 5 | 6 | 7 | 8 | 9 | 10 | 11   |
| ------------- | ------ | - | - | - | - | - | - | - | - | - | -- | ---- |
| Gran Bretagna | 5      | 2 | 0 | 0 | 2 | 0 | 0 | 0 | 1 | 0 | X  | N.D. |
| Svizzera      | 9      | 0 | 1 | 0 | 0 | 2 | 1 | 0 | 0 | 5 | X  | N.D. |

### Torneo femminile
La Gran Bretagna ha diritto a partecipare al torneo femminile di curling in seguito aver concluso tra le prime sette posizioni nel ranking per la qualificazione alle Olimpiadi..
| Gran Bretagna Skip: Eve Muirhead Third: Anna Sloan Second: Vicki Adams Lead: Lauren Gray Alternate: Kelly Schafer |
| --- |

#### Robin round
Risultati
| Sessione | Squadre                      | Finale | 1 | 2 | 3 | 4 | 5 | 6 | 7 | 8 | 9 | 10 | 11   |
| -------- | ---------------------------- | ------ | - | - | - | - | - | - | - | - | - | -- | ---- |
| 1        | Atleti Olimpici dalla Russia | 3      | 0 | 1 | 0 | 0 | 2 | 0 | 0 | X | X | X  | N.D. |
| 1        | Gran Bretagna                | 10     | 3 | 0 | 2 | 1 | 0 | 0 | 4 | X | X | X  | N.D. |
| 2        | Gran Bretagna                | 4      | 1 | 0 | 0 | 2 | 0 | 0 | 0 | 1 | 0 | 0  | N.D. |
| 2        | Stati Uniti                  | 7      | 0 | 0 | 2 | 0 | 0 | 2 | 0 | 0 | 1 | 2  | N.D. |
| 3        | Cina                         | 7      | 0 | 1 | 0 | 3 | 0 | 1 | 0 | 1 | 0 | 1  | 0    |
| 3        | Gran Bretagna                | 8      | 1 | 0 | 1 | 0 | 1 | 0 | 2 | 0 | 2 | 0  | 1    |
| 4        | Danimarca                    | 6      | 1 | 0 | 1 | 0 | 1 | 0 | 1 | 0 | 1 | 1  | N.D. |
| 4        | Gran Bretagna                | 7      | 0 | 2 | 0 | 1 | 0 | 2 | 0 | 2 | 0 | 0  | N.D. |
| 5        | Corea del Sud                | 7      | 0 | 0 | 0 | 1 | 1 | 0 | 0 | 2 | 2 | 1  | N.D. |
| 5        | Gran Bretagna                | 4      | 0 | 0 | 1 | 0 | 0 | 1 | 2 | 0 | 0 | 0  | N.D. |
| 6        | Gran Bretagna                | 6      | 0 | 0 | 0 | 2 | 1 | 0 | 0 | 1 | 0 | 2  | 0    |
| 6        | Svezia                       | 8      | 0 | 2 | 1 | 0 | 0 | 1 | 0 | 0 | 2 | 0  | 2    |
| 7        | Gran Bretagna                | 8      | 2 | 0 | 0 | 1 | 0 | 2 | 0 | 1 | 0 | 2  | N.D. |
| 7        | Svizzera                     | 7      | 0 | 0 | 2 | 0 | 1 | 0 | 2 | 0 | 2 | 0  | N.D. |
| 8        | Gran Bretagna                | 8      | 1 | 0 | 1 | 1 | 0 | 3 | 0 | 1 | 1 | 0  | N.D. |
| 8        | Giappone                     | 6      | 0 | 3 | 0 | 0 | 0 | 0 | 2 | 0 | 0 | 1  | N.D. |
| 9        | Canada                       | 5      | 0 | 2 | 1 | 0 | 0 | 1 | 0 | 0 | 1 | 0  | N.D. |
| 9        | Gran Bretagna                | 6      | 1 | 0 | 0 | 1 | 0 | 0 | 0 | 2 | 0 | 2  | N.D. |

Classifica
| Squadre                      | G | V | P | PF | PS |
| ---------------------------- | - | - | - | -- | -- |
| Corea del Sud                | 9 | 8 | 1 | 75 | 44 |
| Svezia                       | 9 | 7 | 2 | 64 | 48 |
| Gran Bretagna                | 9 | 6 | 3 | 61 | 56 |
| Giappone                     | 9 | 5 | 4 | 59 | 55 |
| Cina                         | 9 | 4 | 5 | 57 | 65 |
| Canada                       | 9 | 4 | 5 | 68 | 59 |
| Svizzera                     | 9 | 4 | 5 | 60 | 55 |
| Stati Uniti                  | 9 | 4 | 5 | 56 | 65 |
| Atleti Olimpici dalla Russia | 9 | 2 | 7 | 45 | 76 |
| Danimarca                    | 9 | 1 | 8 | 50 | 72 |

#### Semifinale
| Squadre       | Finale | 1 | 2 | 3 | 4 | 5 | 6 | 7 | 8 | 9 | 10 | 11   |
| ------------- | ------ | - | - | - | - | - | - | - | - | - | -- | ---- |
| Svezia        | 10     | 0 | 2 | 0 | 1 | 0 | 2 | 3 | 0 | 2 | X  | N.D. |
| Gran Bretagna | 5      | 0 | 0 | 1 | 0 | 2 | 0 | 0 | 2 | 0 | X  | N.D. |

#### Finale 3º posto
| Squadre       | Finale | 1 | 2 | 3 | 4 | 5 | 6 | 7 | 8 | 9 | 10 | 11   |
| ------------- | ------ | - | - | - | - | - | - | - | - | - | -- | ---- |
| Gran Bretagna | 3      | 1 | 0 | 1 | 0 | 1 | 0 | 0 | 0 | 0 | 0  | N.D. |
| Giappone      | 5      | 0 | 1 | 0 | 1 | 0 | 0 | 0 | 1 | 1 | 1  | N.D. |

## Freestyle

### Halfpipe
| Atleta                     | Evento    | Qualificazioni | Qualificazioni | Qualificazioni | Qualificazioni | Finale          | Finale          | Finale          | Finale          | Finale          |
| Atleta                     | Evento    | Run 1          | Run 2          | Migliore       | Posizione      | Run 1           | Run 2           | Run 3           | Migliore        | Posizione       |
| -------------------------- | --------- | -------------- | -------------- | -------------- | -------------- | --------------- | --------------- | --------------- | --------------- | --------------- |
| Murray Buchan              | Maschile  | 66,00          | 65,40          | 66,00          | 14º            | Non qualificato | Non qualificato | Non qualificato | Non qualificato | Non qualificato |
| Alexander Glavatsky-Yeadon | Maschile  | 10,80          | 15,00          | 15,00          | 26º            | Non qualificato | Non qualificato | Non qualificato | Non qualificato | Non qualificato |
| Peter Speight              | Maschile  | 3,80           | 64,60          | 64,60          | 15º            | Non qualificato | Non qualificato | Non qualificato | Non qualificato | Non qualificato |
| Rowan Cheshire             | Femminile | 74,00          | 71,40          | 74,00          | 9ª Q           | 75,80           | 17,40           | 13,60           | 75,40           | 7ª              |
| Molly Summerhayes          | Femminile | 60,80          | 66,00          | 66,00          | 17ª            | Non qualificata | Non qualificata | Non qualificata | Non qualificata | Non qualificata |

### Salti
| Atleta        | Evento   | Qualificazioni | Qualificazioni | Qualificazioni | Qualificazioni | Finale          | Finale          | Finale          | Finale          | Finale          | Finale          |
| Atleta        | Evento   | Salto 1        | Salto 1        | Salto 2        | Salto 2        | Salto 1         | Salto 1         | Salto 2         | Salto 2         | Salto 3         | Salto 3         |
| Atleta        | Evento   | Punti          | Posizione      | Punti          | Posizione      | Punti           | Posizione       | Punti           | Posizione       | Punti           | Posizione       |
| ------------- | -------- | -------------- | -------------- | -------------- | -------------- | --------------- | --------------- | --------------- | --------------- | --------------- | --------------- |
| Lloyd Wallace | Maschile | 73,06          | 24º            | 100,03         | 14º            | Non qualificato | Non qualificato | Non qualificato | Non qualificato | Non qualificato | Non qualificato |

### Ski cross
| Atleta          | Evento    | Qualificazioni | Qualificazioni | Ottavi di finale | Quarti di finale | Semifinali      | Finale          |
| Atleta          | Evento    | Tempo          | Posizione      | Ottavi di finale | Quarti di finale | Semifinali      | Finale          |
| --------------- | --------- | -------------- | -------------- | ---------------- | ---------------- | --------------- | --------------- |
| Emily Sarsfield | Femminile | 1'18"25        | 22ª Q          | 2ª Q             | 4ª               | Non qualificata | Non qualificata |

### Slopestyle
| Atleta            | Evento    | Qualificazioni | Qualificazioni | Qualificazioni | Qualificazioni | Finale          | Finale          | Finale          | Finale          | Finale          |
| Atleta            | Evento    | Run 1          | Run 2          | Migliore       | Posizione      | Run 1           | Run 2           | Run 3           | Migliore        | Posizione       |
| ----------------- | --------- | -------------- | -------------- | -------------- | -------------- | --------------- | --------------- | --------------- | --------------- | --------------- |
| Tyler Harding     | Maschile  | 20,00          | 21,00          | 21,00          | 29º            | Non qualificata | Non qualificata | Non qualificata | Non qualificata | Non qualificata |
| James Woods       | Maschile  | 90,20          | 19,60          | 90,20          | 8º             | 29,20           | 91,00           | 90,00           | 91,00           | 4º              |
| Isabel Atkin      | Femminile | 13,20          | 86,80          | 86,80          | 4ª             | 68,40           | 79,40           | 84,60           | 84,60           |                 |
| Katie Summerhayes | Femminile | 75,80          | 77,60          | 77,60          | 10ª            | 61,40           | 71,40           | 23,20           | 71,40           | 7ª              |

## Pattinaggio di figura
La Gran Bretagna ha qualificato nel pattinaggio di figura in seguito al 2017 CS Nebelhorn Trophy due atleti, un uomo ed una donna.
| Gara  | Atleta                         | Programma corto | Programma corto | Programma libero | Programma libero | Totale | Totale    |
| Gara  | Atleta                         | Punti           | Posizione       | Punti            | Posizione        | Punti  | Posizione |
| ----- | ------------------------------ | --------------- | --------------- | ---------------- | ---------------- | ------ | --------- |
| Danza | Nicholas Buckland Penny Coomes | 68,36           | 10ª Q           | 101,96           | 10ª              | 170,32 | 11ª       |

## Sci alpino

### Uomini
| Gara            | Atleta        | Tempo     | Tempo     | Tempo   | Posizione |
| Gara            | Atleta        | 1ª manche | 2ª manche | Totale  | Posizione |
| --------------- | ------------- | --------- | --------- | ------- | --------- |
| Slalom speciale | Dave Ryding   | 49"09     | 51"07     | 1'40"16 | 9º        |
| Slalom speciale | Laurie Taylor | 51"08     | 52"33     | 1'43"41 | 26º       |

### Donne
| Gara            | Atleta        | Tempo     | Tempo     | Tempo   | Posizione |
| Gara            | Atleta        | 1ª manche | 2ª manche | Totale  | Posizione |
| --------------- | ------------- | --------- | --------- | ------- | --------- |
| Slalom speciale | Charlie Guest | 55"44     | 52"82     | 1'48"26 | 33ª       |
| Slalom speciale | Alex Tilley   | DNF       | DNF       | DNF     | DNF       |
| Slalom gigante  | Alex Tilley   | DNF       | DNF       | DNF     | DNF       |

### Misto
| Gara           | Atleti                                              | Ottavi di finale  | Quarti di finale | Semifinali      | Finale          |
| -------------- | --------------------------------------------------- | ----------------- | ---------------- | --------------- | --------------- |
| Gara a squadre | Dave Ryding Laurie Taylor Charlie Guest Alex Tilley | Stati Uniti V 2-2 | Norvegia P 2-2   | Non qualificati | Non qualificati |

## Sci di fondo

### Uomini
| Evento                 | Atleta                       | Qualificazioni | Qualificazioni | Quarti di finale | Quarti di finale | Semifinali      | Semifinali      | Finale          | Finale          |
| Evento                 | Atleta                       | Tempo          | Pos.           | Tempo            | Pos.             | Tempo           | Pos.            | Tempo           | Pos.            |
| ---------------------- | ---------------------------- | -------------- | -------------- | ---------------- | ---------------- | --------------- | --------------- | --------------- | --------------- |
| Sprint                 | Andrew Young                 | 3'21"50        | 45º            | Non qualificato  | Non qualificato  | Non qualificato | Non qualificato | Non qualificato | Non qualificato |
| Sprint a squadre       | Andrew Musgrave Andrew Young | N.D.           | N.D.           | N.D.             | N.D.             | 16'30"62        | 15º             | Non qualificati | Non qualificati |
| Evento                 | Atleta                       | Tempo          | Tempo          | Tempo            | Distacco         | Distacco        | Distacco        | Posizione       | Posizione       |
| 15 km tecnica libera   | Andrew Musgrave              | 35'51"0        | 35'51"0        | 35'51"0          | +2'07"1          | +2'07"1         | +2'07"1         | 28º             | 28º             |
| 15 km tecnica libera   | Callum Smith                 | 38'20"9        | 38'20"9        | 38'20"9          | +4'37"0          | +4'37"0         | +4'37"0         | 75º             | 75º             |
| 15 km tecnica libera   | Andrew Young                 | 37'13"1        | 37'13"1        | 37'13"1          | +3'29"2          | +3'29"2         | +3'29"2         | 57º             | 57º             |
| 50 km tecnica classica | Andrew Musgrave              | 2h20'57"9      | 2h20'57"9      | 2h20'57"9        | +12'35"8         | +12'35"8        | +12'35"8        | 37º             | 37º             |
| 50 km tecnica classica | Callum Smith                 | 2h27'56"3      | 2h27'56"3      | 2h27'56"3        | +19'34"2         | +19'34"2        | +19'34"2        | 54º             | 54º             |
| Skiathlon              | Andrew Musgrave              | 1h16'45"7      | 1h16'45"7      | 1h16'45"7        | +25"7            | +25"7           | +25"7           | 7º              | 7º              |
| Skiathlon              | Callum Smith                 | 1h23'49"9      | 1h23'49"9      | 1h23'49"9        | +7'29"9          | +7'29"9         | +7'29"9         | 57º             | 57º             |

### Donne
| Evento               | Atleta        | Tempo   | Tempo   | Tempo   | Distacco | Distacco | Distacco | Posizione | Posizione |
| -------------------- | ------------- | ------- | ------- | ------- | -------- | -------- | -------- | --------- | --------- |
| 10 km tecnica libera | Annika Taylor | 30'52"9 | 30'52"9 | 30'52"9 | +5'52"4  | +5'52"4  | +5'52"4  | 75ª       | 75ª       |
| Skiathlon            | Annika Taylor | 48'09"1 | 48'09"1 | 48'09"1 | +7'24"2  | +7'24"2  | +7'24"2  | 60ª       | 60ª       |

## Short track
La Gran Bretagna ha qualificato nello short track cinque atleti, due uomini e tre donne.

### Uomini
| Gara   | Atleta         | Batteria | Batteria | Quarto di finale | Quarto di finale | Semifinale      | Semifinale      | Finale          | Finale          |
| Gara   | Atleta         | Tempo    | Pos.     | Tempo            | Pos.             | Tempo           | Pos.            | Tempo           | Pos.            |
| ------ | -------------- | -------- | -------- | ---------------- | ---------------- | --------------- | --------------- | --------------- | --------------- |
| 1000 m | Josh Cheetham  | 1'26"223 | 3º       | Non qualificato  | Non qualificato  | Non qualificato | Non qualificato | Non qualificato | Non qualificato |
| 1000 m | Farrell Treacy | 1'26"762 | 2º Q     | 1'25"080         | 4º               | Non qualificato | Non qualificato | Non qualificato | Non qualificato |
| 1500 m | Farrell Treacy | DNF      | 6º       | N.D.             | N.D.             | Non qualificato | Non qualificato | Non qualificato | Non qualificato |

### Donne
| Gara   | Atleta              | Batteria | Batteria | Quarto di finale | Quarto di finale | Semifinale      | Semifinale      | Finale          | Finale          |
| Gara   | Atleta              | Tempo    | Pos.     | Tempo            | Pos.             | Tempo           | Pos.            | Tempo           | Pos.            |
| ------ | ------------------- | -------- | -------- | ---------------- | ---------------- | --------------- | --------------- | --------------- | --------------- |
| 500 m  | Elise Christie      | 42"872   | 1ª Q     | 42"703           | 1ª Q             | 43"184          | 2ª Q            | 1'23"063        | 4ª              |
| 500 m  | Charlotte Gilmartin | PEN      | PEN      | Non qualificata  | Non qualificata  | Non qualificata | Non qualificata | Non qualificata | Non qualificata |
| 500 m  | Kathryn Thomson     | 1'08"896 | 3ª       | Non qualificata  | Non qualificata  | Non qualificata | Non qualificata | Non qualificata | Non qualificata |
| 1000 m | Elise Christie      | PEN      | PEN      | Non qualificata  | Non qualificata  | Non qualificata | Non qualificata | Non qualificata | Non qualificata |
| 1000 m | Charlotte Gilmartin | 1'32"899 | 3ª       | Non qualificata  | Non qualificata  | Non qualificata | Non qualificata | Non qualificata | Non qualificata |
| 1000 m | Kathryn Thomson     | 1'32"150 | 4ª       | Non qualificata  | Non qualificata  | Non qualificata | Non qualificata | Non qualificata | Non qualificata |
| 1500 m | Elise Christie      | 2'29"316 | 1ª Q     | N.D.             | N.D.             | PEN             | PEN             | Non qualificata | Non qualificata |
| 1500 m | Charlotte Gilmartin | 2'29"005 | 3ª Q     | N.D.             | N.D.             | 3'00"691        | 5ª              | Non qualificata | Non qualificata |
| 1500 m | Kathryn Thomson     | 2'32"891 | 4ª       | N.D.             | N.D.             | Non qualificata | Non qualificata | Non qualificata | Non qualificata |

## Skeleton
La Gran Bretagna ha qualificato nello skeleton quattro atleti, due uomini e due donne.
| Gara              | Atleta          | 1ª manche | 2ª manche | 3ª manche | 4ª manche  | Totale  | Posizione |
| ----------------- | --------------- | --------- | --------- | --------- | ---------- | ------- | --------- |
| Singolo femminile | Laura Deas      | 52"00     | 52"03     | 51"96     | 51"91      | 3'27"90 |           |
| Singolo femminile | Lizzy Yarnold   | 51"66     | 52"30     | 51"86     | 51"46 (TR) | 3'27"28 |           |
| Singolo maschile  | Dominic Parsons | 50"85     | 50"41     | 50"33     | 50"61      | 3'22"20 |           |
| Singolo maschile  | Jeremy Rice     | 51"06     | 51"15     | 51"04     | 50"99      | 3'24"24 | 10º       |

## Slittino
La Gran Bretagna ha qualificato nello slittino un totale di due atleti, entrambi nel singolo uomini.
| Gara             | Atleta            | 1ª manche | 2ª manche | 3ª manche | 4ª manche       | Totale   | Posizione |
| ---------------- | ----------------- | --------- | --------- | --------- | --------------- | -------- | --------- |
| Singolo maschile | Adam Rosen        | 48"477    | 48"410    | 48"280    | Non qualificato | 2'25"167 | 22º       |
| Singolo maschile | Rupert Staudinger | 49"626    | 49"259    | 48"957    | Non qualificato | 2'27"842 | 33º       |

## Snowboard
La Germania ha qualificato nello snowboard un totale di tredici atleti, sette uomini e sei donne.

### Freestyle
| Gara                 | Atleta         | Qualificazioni | Qualificazioni | Qualificazioni | Qualificazioni | Finale          | Finale          | Finale          | Finale          | Finale          |
| Gara                 | Atleta         | Prova 1        | Prova 2        | Migliore       | Posizione      | Prova 1         | Prova 2         | Prova 3         | Migliore        | Posizione       |
| -------------------- | -------------- | -------------- | -------------- | -------------- | -------------- | --------------- | --------------- | --------------- | --------------- | --------------- |
| Big air maschile     | Rowan Coultas  | 81,00          | 84,50          | 84,50          | 8º             | Non qualificato | Non qualificato | Non qualificato | Non qualificato | Non qualificato |
| Big air maschile     | Billy Morgan   | 87,50          | 90,50          | 90,50          | 6º Q           | JNS             | 82,50           | 85,50           | 168,00          |                 |
| Big air maschile     | Jamie Nicholls | 30,00          | 81,25          | 81,25          | 11º            | Non qualificato | Non qualificato | Non qualificato | Non qualificato | Non qualificato |
| Slopestyle maschile  | Rowan Coultas  | 23,20          | 23,58          | 23,58          | 18º            | non qualificato | non qualificato | non qualificato | non qualificato | non qualificato |
| Slopestyle maschile  | Billy Morgan   | 56,40          | 37,55          | 56,40          | 10º            | Non qualificato | Non qualificato | Non qualificato | Non qualificato | Non qualificato |
| Slopestyle maschile  | Jamie Nicholls | 71,56          | 36,90          | 71,56          | 8º             | Non qualificato | Non qualificato | Non qualificato | Non qualificato | Non qualificato |
| Big air femminile    | Aimee Fuller   | 25,00          | 14,25          | 25,00          | 25ª            | Non qualificata | Non qualificata | Non qualificata | Non qualificata | Non qualificata |
| Slopestyle femminile | Aimee Fuller   | CAN            | CAN            | CAN            | CAN            | 34,63           | 41,43           | CAN             | 41,43           | 17ª             |

### Cross
| Gara                      | Atleta             | Qualificazioni | Qualificazioni | Ottavo di finale | Quarto di finale | Semifinale      | Finale          |
| Gara                      | Atleta             | Tempo          | Posizione      | Ottavo di finale | Quarto di finale | Semifinale      | Finale          |
| ------------------------- | ------------------ | -------------- | -------------- | ---------------- | ---------------- | --------------- | --------------- |
| Snowboard cross femminile | Zoe Gillings-Brier | 1'20"84        | 17ª Q          | N.D.             | 4ª               | Non qualificata | Non qualificata |